# 夫拉德汗
速檀阿黑麻（Ahmad Sultan，？—1639年），叶尔羌汗国第八任可汗，号称夫拉德汗（Pulad Khan），是阿黑麻汗的孙子，帖木儿的儿子，最开始为阿克苏总督。1631年，他的叔叔阿布杜拉提甫去世後，埃米尔们拥立他为可汗。他开始重用阿克苏的埃米尔，引起了叶尔羌的埃米尔的不满，不久将他废黜，再立其兄速檀马合木为克雷奇汗。速檀阿黑麻返回阿克苏。吐鲁番总督阿不都拉哈汗西征阿克苏，速檀阿黑麻又逃回叶尔羌。黑山派沙迪和卓劝说克雷奇汗将其收留，其后，沙迪和卓杀害克雷奇汗，拥立速檀阿黑麻复位。1639年，阿不都拉哈汗攻克叶尔羌，速檀阿黑麻被迫西逃布哈拉汗国，在安集延的战争中被杀。
| 前任： 阿布杜拉提甫 | 叶尔羌汗国君主 1631年—1632年 | 繼任： 克雷奇汗     |
| 前任： 克雷奇汗     | 叶尔羌汗国君主 1635年—1639年 | 繼任： 阿不都拉哈汗 |